# Lanús (Buenos Aires)
Lanús is de hoofdstad van het gelijknamige departement in de Argentijnse provincie Buenos Aires. De stad ligt ten zuiden van de Argentijnse hoofdstad Buenos Aires en maakt deel uit van de agglomeratie Gran Buenos Aires. Lanús heeft een bevolking van ongeveer 212.150 inwoners (census 2001).
Lanús is een belangrijke industriestad en staat verder bekend om de grote sloppenwijken (villa miseria) en de voetbalclub Club Atlético Lanús, die speelt in de Primera División. Voormalig stervoetballer Diego Maradona is geboren in Lanús.

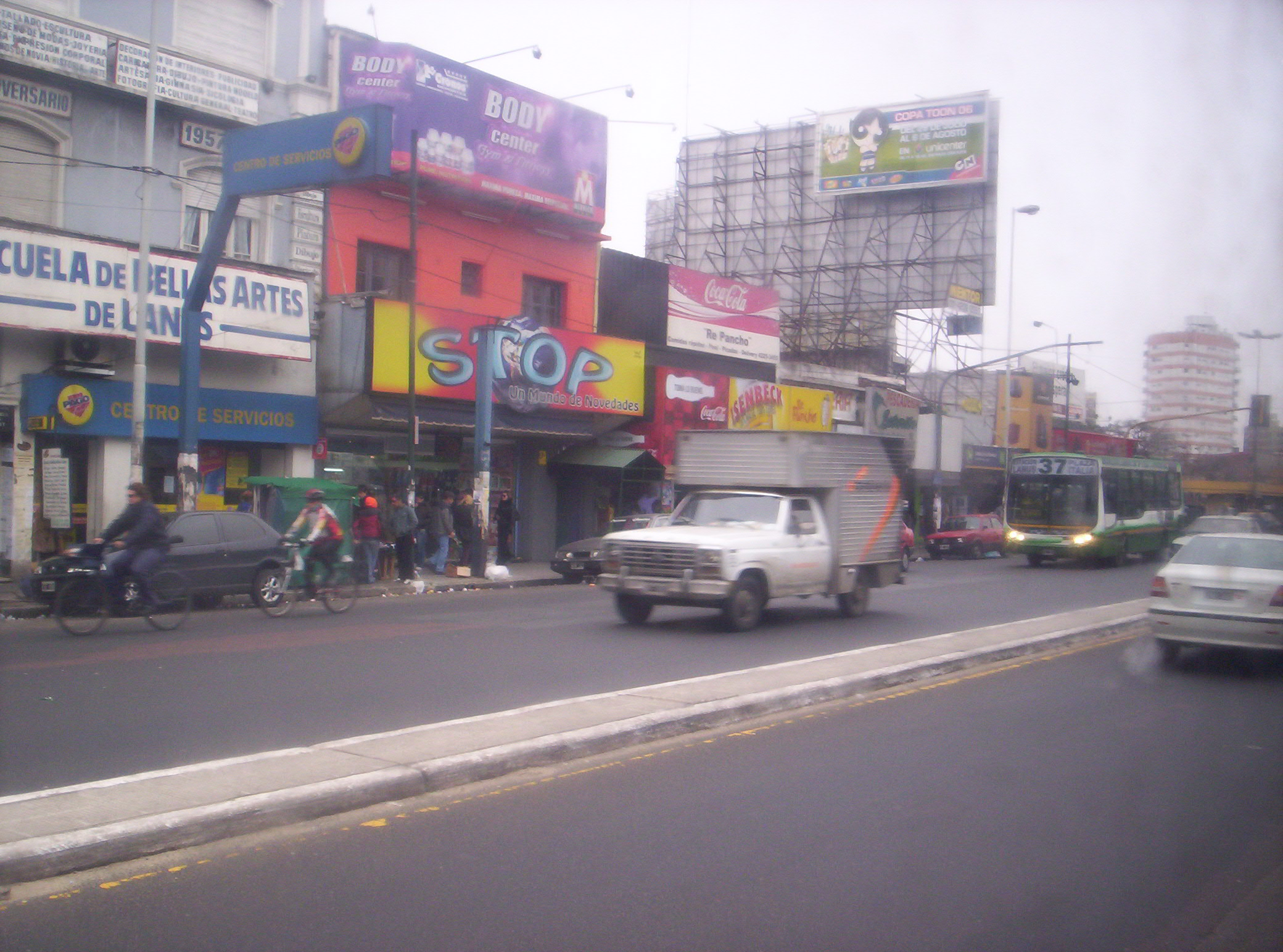
Centrum van Lanús

## Religie
In 2001 werd de plaats co-zetel van het rooms-katholieke bisdom Avellaneda-Lanús.

## Geboren
- Pedro Dellacha (1926-2010), voetballer
- Omar Larrosa (1947), voetballer
- Miguel Ángel Russo (1956), voetballer en trainer
- Diego Maradona (1960-2020), voetballer en trainer
- Hugo Maradona (1969-2021), voetballer en trainer
- Eduardo Domínguez (1978), voetballer
- Alejandro Domínguez (1981), voetballer
- Gastón Fernández (1983), voetballer
- Federico Pizarro (1986), handballer
- Tomás Belmonte (1998), voetballer